# Случ, Сергей Зиновьевич
Серге́й Зино́вьевич Случ (6 января 1944 года, Москва) — советский и российский историк. Кандидат исторических наук (1995), старший научный сотрудник Института славяноведения РАН.

## Биография
В 1995 году в Институте славяноведения и балканистики РАН защитил диссертацию на соискание учёной степени кандидата исторических наук по теме «Германо-советские отношения в 1918—1941 гг.: (Мотивы и последствия внешнеполитических решений)» (специальность 07.00.03 — всеобщая история (соответствующего периода)).
Публиковался в журнале «Отечественная история» — органе Института российской истории РАН, выходящем ныне под названием «Российская история». Был участником передач радиостанции «Эхо Москвы».
Участвовал в работе первой I Международной научной конференции «История сталинизма. Итоги и проблемы изучения», проходившей в Москве 5-7 декабря 2008 года, организованной Уполномоченным по правам человека в РФ, Фондом Первого Президента России Б. Н. Ельцина, Государственным архивом Российской Федерации, Институтом научной информации по общественным наукам РАН, издательством «Российская политическая энциклопедия» (РОССПЭН), а также историко-просветительским, благотворительным и правозащитным обществом «Мемориал».

## Научные труды
- Германия и СССР в 1918—1939 годах: мотивы и последствия внешнеполитических решений
- Речь Сталина, которой не было // «Отечественная история». — 2004. — № 1.
- Германо-польский пакт о ненападении 1934 г.— дестабилизирующий фактор международной обстановки в Европе // Ежегодник германской истории. 1983. — М., 1984.
- Внешнеполитическое обеспечение Польской кампании и Советский Союз. // Международные отношения и страны Центральной и Юго-Восточной Европы в начале второй мировой войны (сентябрь 1939 — август 1940). — М.: ИСБ АН СССР, 1990.
- Советско-германские отношения в сентябре — декабре 1939 г. и вопрос о вступлении СССР во Вторую мировую войну // «Отечественная история». — 2000. № 5.